# Tetramorium nacta
Tetramorium nacta är en myrart som först beskrevs av Bolton 1976.  Tetramorium nacta ingår i släktet Tetramorium och familjen myror. Inga underarter finns listade i Catalogue of Life.